# Ark (software)
Ark è un programma per gestire archivi di dati digitali sviluppato per l'ambiente desktop KDE. È incluso nel pacchetto kdeutils.

## Caratteristiche
- Ark non gestisce direttamente nessun formato di archiviazione, ma agisce come interfaccia grafica ai programmi a riga di comando. Fra i diversi formati che può gestire ci sono 7z, tar, RAR, ZIP, gzip, bzip2, LHA, zoo e ar, a patto che i corrispondenti programmi a riga di comando siano installati;
- può essere integrato in Konqueror e Dolphin tramite la tecnologia KParts. Grazie a questa integrazione i file possono essere aggiunti o estratti dagli archivi utilizzando il menu contestuale dell'applicazione;
- permette la modifica dei file presenti nell'archivio tramite programmi esterni. I file possono anche essere cancellati direttamente dall'archivio;
- i file possono essere aggiunti agli archivi anche tramite il drag and drop;
- è possibile visualizzare il file prima di estrarlo.